# Turkmenistan Airlines
Turkmenistan Airlines er det nationale flyselskab fra Turkmenistan. Selskabet har hub og hovedkontor på Ashgabat International Airport ved landets hovedstad Asjkhabad. Turkmenistan Airlines blev etableret i 1992.
Selskabet opererede i september 2013 ruteflyvninger til over 20 destinationer i Rusland, Europa og Asien.

## Flyflåde
Selskabet havde i september 2013 en flyflåde bestående af 24 fly med en gennemsnitsalder på 9,7 år. Heraf var der blandt andet ni eksemplarer af Boeing 737, syv Boeing 717, tre eksemplarer af Boeing 757, samt ét eksemplar af Canadair CRJ-700.